# Zwenkau
Zwenkau település Németországban, azon belül Szászország tartományban. Lakosainak száma 9479 fő (2023. december 31.). Zwenkau Lipcse, Markkleeberg, Böhlen, Neukieritzsch, Groitzsch és Pegau községekkel határos.

## Népesség
A település népességének változása:
| Lakosok száma | 9222 | 9274 | 9246 | 9332 | 9479 |
|               | 2017 | 2019 | 2021 | 2022 | 2023 |